# WASP-2
WASP-2 – gwiazda podwójna położona w gwiazdozbiorze Delfina, oddalona od Ziemi o około 470 lat świetlnych. Ma jedną znaną planetę, WASP-2 b.

## System planetarny
W 2006 roku odkryto krążącą wokół WASP-2 planetę WASP-2 b. Odkrycia dokonano metodą tranzytu w ramach projektu SuperWASP.

## Gwiazda podwójna
W 2008 roku przeprowadzono badania nad czternastoma gwiazdami mającymi egzoplanety, które odkryto metodą tranzytu przy użyciu małych teleskopów. Gwiazdy zostały ponownie zbadane, tym razem przy użyciu 2,2 m teleskopu zwierciadlanego znajdującego się w obserwatorium Calar Alto w Hiszpanii. W rezultacie ponownego badania gwiazd odkryto, że układ WASP-2 składa się nie z jednej, a dwóch gwiazd. Drugi obiekt to gwiazda typu widmowego M oddalona o 111 jednostek astronomicznych od centrum układu. Odkrycie to spowodowało konieczność ponownego wyznaczenia parametrów centralnej gwiazdy i krążącej wokół niej planety.